# Bennungen
Bennungen è una frazione del comune tedesco di Südharz, nella Sassonia-Anhalt.

## Storia
Bennungen fu citata per la prima volta nel 1112, e costituiva un piccolo centro rurale.
Il 1º gennaio 2010 il comune di Bennungen fu fuso con i comuni di Breitenstein, Breitungen, Dietersdorf, Drebsdorf, Hainrode, Hayn (Harz), Kleinleinungen, Questenberg, Roßla, Rottleberode, Schwenda e Uftrungen, formando il nuovo comune di Südharz.